# Tatuajele în cultura japoneză
În mod tradițional, tatuajele japoneze au început ca un mijloc de transmitere a statutului social, precum și ca servire de simboluri spirituale, folosite adesea ca un farmec pentru protecție. De-a lungul timpului, tatuajele din cultura japoneză s-au dezvoltat ca formă de pedeapsă similară cu ceea ce s-a văzut în Roma, unde tatuarea era o tehnică obișnuită pentru prizonierii de război, infractori și sclavi, cu scopul recunoașterii în societate. În cele din urmă, practica s-a estompat și s-a revenit la semnificația natală a tatuajelor.
La încheierea celui de-Al Doilea Război Mondial, tatuajele au fost interzise de către Împăratul Japoniei pentru a îmbunătăți imaginea țării, dar acest lucru nu i-a împedicat pe străini să fie atât de intrigați încât să caute la nivel global abilitățile artiștilor japonezi. Această practică a contribuit la supraviețuirea tatuajelor în stil japonez. Se spune că asocierea modernă dintre tatuajele tradiționale japoneze și elementul criminal a condus la adoptarea tatuajelor de către Yakuza, mafia japoneză, oferind un plus de promovare estetică în rândul tinerilor.

## Semnificația tatuajelor japoneze
Există o serie de imagini și simboluri utilizate în stilul japonez de tatuare pentru a transmite semnificații specifice. Acestea sunt adesea folosite pentru a transmite convingerile, aspirațiile sau trăsăturile de caracter ale unei persoane. Denumite motive în cultura japoneză, aceste elemente de design sunt destinate aceluiași sens oriunde sunt folosite, astfel încât purtătorul să nu aibă autenticitate. Pe scurt, oricine vede tatuajul poate recunoaște instantaneu semnificația și ceea ce vrea purtătorul să transmită, fie că sunt trăsături de personalitate, atribute ale caracterului sau o asociere cu una dintre organizațiile criminale.

### Japanesse Dragon Tattoo
Semnificații: înțelepciune, putere, forță pentru a învinge răul. Dragonii din occident simbolizează în mod tradițional puterea, ferocitatea și bogăția. Sunt considerați ca fiind o forță distructivă, dar și gardieni ce își folosesc puterea pentru a face un bine omenirii. Aceeste conotații pozitive au făcut ca tatuajele cu dragoni să fie printre cele mai populare din arta japoneză.

### Koi Tattoo
Semnificații: determinare, putere, curaj, dorință de succes. Koi este un tip de crap special crescut, originar din China. Acestora li se oferă calități masculine în folclorul tradițional oriental, precum puterea și vitejia. Koi, cel din China, era cunoscut pentru încercarea sa de a înota în amonte, în râul Galben, unde foarte puțini reușeau să înoate pe lângă un punct cunoscut sub numele de Poarta Dragonului. Totuși, cel care a reușit să o facă a fost transformat, drept recompensă, în dragon. Din acest motiv, Koi simbolizează, de asemenea, determinarea și dorința puternică de a reuși și de a deveni „ceva mai mult”.

### Tiger Tattoo
Semnificații: forță, curaj, protecție împotriva ghinionului și a spiritelor rele. Tatuajul cu tigru poartă aceleași trăsături pe care le atribuim și animalului real: puterea, curajul, dar și viața lungă. Tigrul este folosit ca simbol pentru nord, dar și pentru toamnă, deoarece controlează vântul și este unul dintre cele patru animale sacre.

### Snake Tattoo
Semnificații: protecție, înțelepciune, noroc, forță și schimbare. În tatuajele tradiționale japoneze, șarpele deține o gamă largă de semnificații și îndeplinește p serie de funcții importante. Șarpele poate întruchipa regenerare, vindecarea și medicina, așa cum a fost venerat în cultura japoneză în asociere cu ritualuri și remedii medicinale. Tatuajul cu șarpe reprezintă, de asemenea, Divinul Feminin, sau atributele feminine sfinte. La acea vreme se credea că o femeie poate prelua atributele pozitive ale unui bărbat așa cum un șarpe își pierdea pielea.